# Thomas Engevall
Thomas Ernst Engevall, född 1960 i Malmö, är en svensk ingenjör och konteramiral. 
Thomas Engevall är mariningenjör med civilingenjörsexamen från Chalmers tekniska högskola i Göteborg. Han har bland annat varit stabsingenjör vid Kustflottan (1993–1995), projektledare för Projekt Visby Sjö vid Försvarets materielverk (1999–2003) och ansvarig för införande av system PRIO.  Han utsågs till löjtnant 1985, kommendörkapten 1993, kommendör 1999 och konteramiral 2014.  januari 2014 blev Engevall försvarslogistikchef inom Försvarsmakten, en befattning som då ersatte de två befattningarna som logistikchef och chef för materielproduktion. Sedan 2017 tjänstgör han vid FMV, först som chef SPL och från 2019 som chef för FMVs ledningsstab.
År 1994 invaldes Thomas Engevall som ordinarie ledamot i Kungliga Örlogsmannasällskapet. Han är tidigare sällskapets ordförande och upphöjdes efter det till hedersledamot. Engevall var under en längre tid redaktör för Tidskrift i sjöväsendet.
Sedan 2008 är Engevall Överinspector et Storamiral för den navalakademiska föreningen Uppsjö.

## Utmärkelser
- Hans Majestät Konungens medalj i guld av 12:e storleken, att bäras om halsen i högblått band (2017)[1]
- Kungliga Örlogsmannasällskapets förtjänstmedalj i guld (2014)[2]